# Eddie Clarke
Edward Clarke (født 5. oktober 1950 i Twickenham, London, død 10. januar 2018) også kendt som "Fast" Eddie Clarke var en britisk musiker, som var bedst kendt for sin position som guitarist i bandet Fastway og tidligere guitarist i Motörhead.

## Diskografi

### Albums
- 1974 Curtis Knight and Zeus -The Second Coming
- 1974 Curtis Knight and Zeus – Sea Of Time
- 1983 Fastway – Fastway
- 1984 Fastway – All Fired Up
- 1986 Fastway – Waiting For The Roar
- 1986 Fastway – Trick Or Treat (soundtrack album)
- 1988 On Target – On Target
- 1990 On Target – 1990
- 1992 On Target – On Target / Bad, Bad Girls
- 1993 The Muggers – The Muggers Tapes
- 1993 Solo album – It Ain’t Over Till It’s Over
- 2003 Motörhead – Live at Brixton Academy
- 2007 Fast Eddie Clarke Anthology

### Singler
- 1974 Curtis Knight and Zeus – "Devil Made Me Do It" / "Oh Rainbow"
- 1974 Curtis Knight and Zeus – "People, Places and Things" / "Mysterious Lady"
- 1983 Fastway – "Easy Livin’" / "Say What You Will"
- 1983 Fastway – "Easy Livin’" / "Say What You Will" / "Far, Far From Home"

### Gæsteoptræden
- 1994 J.B.O. BLASTphemie – på "Greetings from Fast Eddie Clarke"
- 2000 Necropolis End Of The Line – solo på "A Taste For Killing"
- 2003 Chinchilla Madtropolis – solo på "When The Sand Darkens The Sun"
- 2005 Masque Look Out – solo på "I've Had Enough Of The Funny Stuff"
- 2008 Sheep In Wolves' Clothing Motorheadbangers fan klub hyldest CD – lead guitar på Girlschools version af Motorheads 'Metropolis' sang.

### Motörhead
- Motörhead – September, 1977
- Overkill – 24. marts 1979
- Bomber – 27. oktober 1979
- Ace of Spades – 8. november 1980
- No Sleep 'til Hammersmith – 27. juni 1981
- Iron Fist – 17. april 1982
- BBC Live & In-Session – 20. september 2005